# 制圧射撃

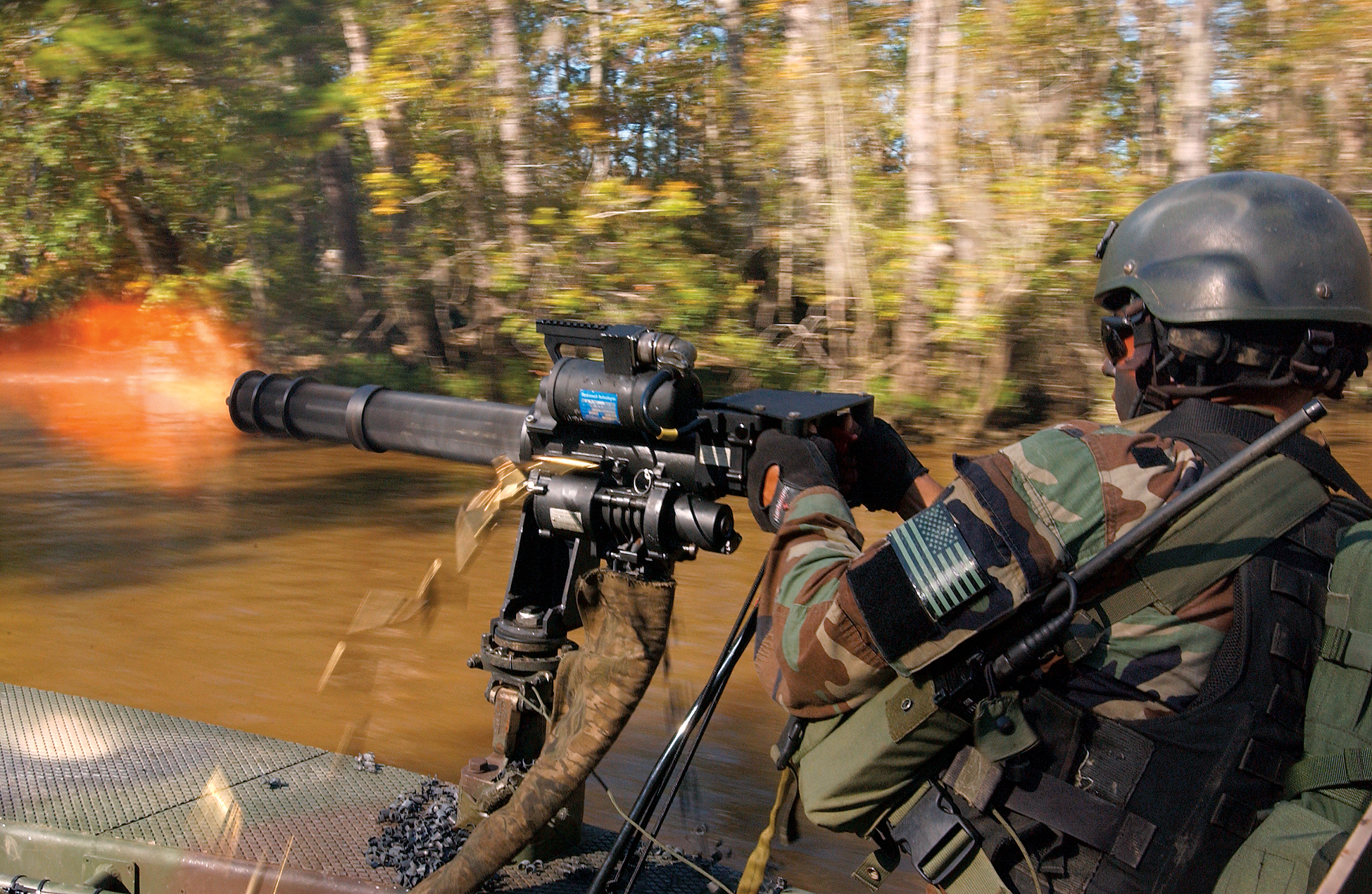
M134 ミニガンにより制圧射撃を行うアメリカ海軍特殊戦コマンド隊員

制圧射撃（せいあつしゃげき）とは、火力支援の手法の1つ。対峙している敵勢力に対して間断のない射撃を加え続けることによって敵の自由行動を阻止し、味方の行動機会を作るために行われる攻撃である。通常は短時間だけ行われる。
歩兵の基本戦術の1つであり、味方が攻撃や撤退のために掩体を出て移動する間、敵の攻撃を牽制することで援護する目的で行われることが多く、機関銃による連続射撃がこの目的に適う。制圧射撃時の短時間に多数行われる射撃は、一般に「弾幕」と呼ばれる。
制圧射撃をし、敵の行動を防ぎ、その隙に他の部隊を前進させる。次に前進した部隊が制圧射撃を行い、制圧射撃をしてくれた部隊を更に前進させる。これを繰り返すことによって、目的の陣地などに肉薄するのである。
近年では白兵戦は行われないことが多いため、専ら他の目的、例えば工兵の爆破支援のためや、簡易レーダー基地誘導装置設置などのために行われる場合が多い。
制圧射撃は射撃量だけでなく発砲音による威圧も重要とされている。一方でM27 IARのような射撃精度の高い銃器を使えば発砲音を考慮しない制圧射撃も可能である。